# Xavier Zevaco
Pour les articles homonymes, voir Zévaco (homonymie).
 (janvier 2010).
Si vous disposez d'ouvrages ou d'articles de référence ou si vous connaissez des sites web de qualité traitant du thème abordé ici, merci de compléter l'article en donnant les références utiles à sa vérifiabilité et en les liant à la section « Notes et références ».
Xavier Zevaco, né le 2 juin 1925 à Paris et mort le 5 avril 2006 en banlieue parisienne, est un dessinateur et peintre français. Il passe très tôt à l'abstraction géométrique et dès les années 1950 expose avec Jean-Michel Atlan, Nicolas de Staël et Serge Poliakoff. C'est un des neveux de l'écrivain Michel Zévaco.

## Jeunesse
Xavier Zevaco grandit à Paris au pied de la rue Mouffetard dans une famille aisée où plane l'ombre de son oncle l'écrivain Michel Zevaco, anarchiste de première heure qui alla jusqu'à provoquer le ministre de l'intérieur en duel.
La famille est catholique mais lui n'est pas croyant. Il dira simplement qu'il ne lui est pas nécessaire « de croire pour chercher et travailler mais espère secrètement qu’un ailleurs existe. Que le fait de peindre est une façon de laisser une trace après sa mort, donc une recherche intellectuelle tant que spirituelle. » Il disait : « Vivre dix minutes après ma mort ».
À partir de 1940 il est scolarisé au lycée Louis-le-Grand puis intègre le lycée Henri-IV, où règne une grande liberté d'expression. C'est dans ce lycée prestigieux qu'il a la chance d'avoir Georges Pompidou comme professeur de lettres et fait son portrait en fin d'année scolaire que celui-ci achètera. Georges Pompidou écrira sur le livre d'or d'une des premières expositions de Xavier Zevaco « À Zevaco, tel qu'en moi-même je me retrouve. »
Lors de ses week-ends à la campagne dans la maison familiale des Yvelines, il s'entraîne déjà à peindre avec un de ses amis, Claude Aubry, fils du galériste dont les locaux se situent à l'époque rue de Seine. Quand ils n'ont plus de toile à leur disposition, ils leur arrive de peindre sur l'envers des Pascine !
Il entre aux Arts Décoratifs en 1943, où il obtient la meilleure note des postulants. À la fin de son cycle, en 1947, et grâce à la bourse d'études acquise car sorti major de sa promotion, il passe un an aux Beaux-Arts d'Amsterdam. Il en profite pour visiter l'Allemagne et la Pologne, ravagées...
À son retour en France, d'abord décorateur d'intérieur, il abandonne cette voie pour la publicité auprès de laboratoires pharmaceutiques puis devient maquettiste à Uni France Film et auprès de divers éditeurs, notamment Belfond.

## Le peintre

Autoportrait de Xavier Zevaco dans son jeune âge.

Dès 1950, Zevaco expose pour la première fois à la galerie Colette Allendy où il fait la connaissance de Paul Cognasse et à la galerie Denise René, grandes références en matière d'abstraction. Ne sachant ce que le public et les critiques vont penser de ce nouveau mouvement, les jeunes peintres fondent le groupe Tendance.
Il rencontre plus tard la galeriste Suzanne De Conninck avec qui il devient ami et expose donc régulièrement chez elle.
Entre 1956 et 1960, il se marie et devient père de 3 enfants mais le premier meurt en bas âge d'une dextrocardie. Après quelques années passées à Meudon-la-Forêt, il s'installe définitivement dans la maison familiale, entre Montfort-l'Amaury et Houdan, à Orgerus.
En mai 1958, il présente la mannequin Annabel Schwob au peintre Bernard Buffet qui venait de rompre avec Pierre Bergé.
Durant les années 1960, il multiplie les expositions en France mais aussi à l'étranger ; Salon des Réalités Nouvelles à Paris, dans plusieurs galeries en Espagne, en Italie ou encore à l'Académie des Beaux-Arts en Turquie et fait la connaissance de Claude Rivière, amie de Malraux et critique d'art, qui fait l'éloge de la peinture de Zevaco dans diverses revues. Il côtoie des peintres tels que Paul Cognasse, Sonia Delaunay, Schneider[Lequel ?], Auguste Herbin, Hartung, Georges Mathieu et César.
Au début des années 1970, il s'essaye à la sculpture cinétique : réalisation de structures faites de coques en plastique rigide dans lesquelles il coule une mousse de polyuréthane expansé qui gonfle en quelques secondes et dont il laque l'extérieur. Trois modèles de tailles différentes sont présentés, pouvant s'imbriquer les uns aux autres. Enfin, il incorpore un moteur entraînant des formes peintes. L'exposition fait un scandale. Les critiques notent que « si César sait faire bon usage de ce matériau, il n'en est pas de même pour Zevaco » et l'on prédit la fin de l'artiste[Qui ?].
Lors d'un déjeuner, il croise le peintre Bram Van Velde, qu'il admire, et qui l'incite à continuer quoi qu'il arrive. Les très bons articles de Pierre Courthion, critique renommé, l'encouragent également.
En 1972, chez la galériste Inna Salomon, il persiste et cette fois, le mouvement des sculptures s'accompagne d'un fond musical. Il réalise par la suite une sculpture toute de fer souple de quatre mètres de haut sur trois mètres de large reposant sur un socle en ciment. Cette commande est passée par le maire de la commune d’Orgerus, là où il vit, pour orner la cour de l'école communale. Le préfet des Yvelines ainsi que le vicomte de la Panouse, propriétaire du fameux Zoo de Thoiry et avec qui Zevaco est en bons termes, sont présents lors de l'inauguration. Malheureusement, au début des années 1990, le nouveau maire d'Orgerus fait détruire cette sculpture qu'il juge dangereuse pour les enfants sans en parler à l'artiste qui aurait souhaité la récupérer et l'installer dans son jardin. Reste la maquette.
Grâce à Gérard Matisse, petit-fils du peintre Henri Matisse, Zevaco rencontre sa nouvelle femme, Françoise Lelli, amie des peintres de la Figuration Narrative tels qu'Aillot, Recalcati, Arroyo, Crémonini, Quilici et a un nouvel enfant. Il expose moins à l'étranger et préfère les lieux parisiens : Galerie Inna Salomon, Galerie du Chapitre, Salon International d'Art Contemporain.
À partir de 1980, Zevaco se met enfin à dater ses toiles qui, pour certaines, n'étaient pas signées. « Ce sont parfois des brouillons avant d'arriver à la finalité de ce que j'ai à dire d'où le manque de rigueur en ce qui concerne la datation », dira-t-il. C'est la période la plus difficile financièrement et, encouragé par Patrice Dard, fils du célèbre San Antonio, il reprend la photo dans son studio installé au premier étage de sa maison et honore diverses commandes ainsi que quelques contrats de décoration d'intérieur.
Il continue d'exposer régulièrement à Paris dans diverses galeries dont la Galerie Fürstenberg, l'Hôtel Saint Aignan et repart en province : Maison de la Culture d'Angers, château de Gramont en Tarn-et-Garonne.
Mais c'est certainement durant cette période que Zevaco peint le plus et atteint ce qu'il cherche ; souvent des toiles épurées. Son rêve n'est-il pas de peindre, sur sa dernière toile, une unique virgule noire ? Il dit que sa peinture se situe entre Vermeer et Miro. Vermeer pour la maîtrise et Miro pour l'allégorie. Il avait une grande admiration pour Miro.
En 1990, sa dernière amie, Christiane Peugeot Peyron ouvre un atelier, l'Atelier Z, lieu d'expositions permanentes avenue de la Grande-Armée à Paris. Ce lieu est plus tard agrandi et rebaptisé Atelier Z - Centre Culturel Christiane Peugeot 
Zevaco reprend l'idée d'œuvres en mouvement. Dès lors, certaines de ses toiles incluent des moteurs animant des formes colorées.
En 2000, commençant à être fatigué, il assiste à  ses derniers vernissages quai de la Tournelle à Paris, puis rue Sainte Croix de la Bretonnerie et à l'Orangerie du Sénat, tous organisés par son amie Christiane Peugeot. Sa dernière série de toiles est structurée, dynamique et toujours colorée, ce qui lui fait dire que sa peinture est « fraîche et joyeuse ». Bien qu'il se retire de la vie sociale, cela n'empêche pas ses œuvres d'être exposées au siège de l'ONU à New York, à l'UNESCO à Beyrouth, à Malte lors de la Biennale et à l'Orangerie du Sénat pour une rétrospective.

## Galerie
- Œuvres de Xavier Zevaco

## Expositions
Expositions personnelles
1. Galerie Colette Allendy - Paris - 1950
2. Galerie Jean Mermoz - Paris - 1961
3. Galerie Hoche Saint Honoré - Paris - 1962
4. Galerie de Beaune - Suzanne De Coninck - Paris - 1966
5. Galerie Pagani - Milan - 1967
6. Galerie de Beaune - Suzanne De Coninck - Paris - 1966
7. Galerie l'Agrifolio - Milan - 1968
8. Galerie de l'Ataneo - Madrid - 1969
9. Cimaises Vendatour - Paris - 1970
10. Maison de la Culture - Robinson - 1970
11. Galerie Inna Salomon - Paris - 1972
12. Studio AB - Versailles - 1972
13. Galerie Inna Salomon - Paris - 1973
14. Galerie du Chapitre - Paris - 1975
15. Galerie Artpress International - Nice - 1976
16. Chapelle - Dreux - 1980
17. Galerie Fürstenberg - Paris - 1981
18. Maison de la Culture - Angers - 1982
19. Hostel Saint-Aignan - Paris - 1983
20. Château de Gramont - Tarn - 1984
21. Cassina - Paris - 1986
22. ADN - Paris - 1986
23. Centre Régional de la Culture - Mantes la J - 1988
24. Atelier Z - Centre Culturel Christiane Peugeot - Paris - 1990
25. Galerie Cath'Art - Paris - 1991
26. A.P.A.M.E - Voisin le Bx - 1992
27. A.S.A.C - Paris - 1994
28. Ferme du Manet - Montigny le Bx - 1995
29. Palais des Congrès - Versailles - 1995
30. Musée du Prieuré - Maule - 1997
31. Orangerie du Sénat - Paris - 2007
32. Galerie du Bourdaric - Vallon Pont d'Arc - 2014
33. Galerie du Bourdaric - Vallon Pont d'Arc - 2015
34. Galerie du Bourdaric - Vallon Pont d Arc - 2016
35. Galerie Agnès Nord - Paris - 2023

Expositions collectives
1. Tendance - Galerie C. Allendy - Paris - 1948 avec les peintres Atlan et Poliakoff
2. Salon des Réalités Nouvelles - Paris - 1952
3. Festival des Arts Plastiques - Cannes - 1960
4. Académie des Beaux Arts - Istanbul - 1962
5. Intégration des Arts - Barcelone - 1965
6. École de Paris - Madrid - 1969
7. Festival des Arts Plastiques - Dijon - 1970
8. Salon International d'Art Contemporain - Paris - 1978
9. Festival and Mascarades - Malte - 1998
10. Centre Culturel du New-Jersey - U.S.A - 1998
11. Hommage à la Biennale - Malte - 1998
12. A.S.A.C - Paris - 1998
13. 1er prix international Grolla d'Oro - Trevise - 1998
14. U.N.E.S.C.O - Beyrouth - 1999
15. O.N.U - New-York - 2000
16. Fiac - Paris - 2002
17. Galerie de la Tournelle - Paris - 2002